# 주쭈샹 (토양학자)
주쭈샹(중국어: 朱祖祥, 1916년 10월 5일 ~ 1996년 11월 18일)은 중국의 토양 과학자이자 정치인이었다. 중국 현대 토양화학의 창시자로 여겨진다.

## 생애
주쭈샹은 1916년 10월 5일 저장성 츠시시(현 위야오시)에서 태어났다. 1934년 주쭈샹은 닝보샤오스 중학교를 졸업했다. 1938년 주쭈샹은 저장 대학 농업과학부를 졸업했다. 1946년에 주쭈샹은 미국 미시간 주립 대학교(MSU)에서 석사학위를 취득했다. 1948년 주쭈샹은 MSU에서 박사 학위를 취득했다.
1948년, 주쭈샹은 중국으로 돌아가 저장대학 교수로 합류했다. 주쭈샹은 교수였으며 나중에는 저장대학 농업과학부 학장을 역임했다.